# Baslata
Baslata nebo Besleti (abchazsky Баслаҭа, gruzínsky ბესლეთი – Besleti) je vesnice v Abcházii, v okrese Suchumi. Těsně přiléhá k abchazskému hlavnímu městu Suchumi a tvoří jeho severovýchodní okraj. Obec sousedí na západě s Jaštchvou, na severu s Akapou, na východě s Dzychutou a na jihu se Suchumi. Vsí protéká řeka Basla, jež se v Suchumi vlévá do Černého moře.
Oficiálním názvem obce je Vesnický okrsek Baslata (rusky Баслатская сельская администрация, abchazsky Баслаҭа ақыҭа ахадара). Za časů Sovětského svazu se okrsek jmenoval Besletský selsovět (Беслетский сельсовет).

## Části obce
Součástí Baslaty jsou následující části:
- Baslata (Баслаҭа)
- Abžjakva (Абжьаҟәа)
- Aradu / Orechovaja Rošča (Арадәы / Ореховая Роща)
- Ahaccha (Аҳацҳа)
- Avjara (Аҩара)
- Birccha (Бырәхәа / Бырцә) – dělí se na Horní Bircchu a Dolní Bircchu
- Gvarda (Гәарда)

## Historie
Název je odvozen od řeky Basla. V 19. století nesla název Bislata, od roku 1939 ruský název Besletka a gruzínský název Besleti. V roce 1996, tři roky po skončení války v Abcházii, byla obec přejmenována na Baslatu. Během války byla většina gruzínsky hovořícího obyvatelstva vyhnána ze země a počet obyvatel klesl z téměř osmi tisíc na pouhé dva tisíce. Zdejší arménské obyvatelstvo se do obce stěhovalo z okolních vesnic od roku 1897.

## Obyvatelstvo
Dle nejnovějšího sčítání lidu z roku 2011 je počet obyvatel této obce 2290 a jejich složení následovné:
- 1230 Abchazů (53,7 %)
- 755 Arménů (33 %)
- 171 Rusů (7,5 %)
- 47 Gruzínů (2,1 %)
- 35 Pontských Řeků (1,5 %)
- 52 ostatních národností (2,2 %)

Před válkou v Abcházii žilo v obci bez přičleněných vesniček 2198 obyvatel. V celém Besletském selsovětu žilo 7810 obyvatel.